# Pippi (serial animowany)
Pippi (ang. Pippi Longstocking, 1998) – kanadyjsko-niemiecko-szwedzki serial animowany opowiadający o sympatycznej rudej i piegowatej dziewczynce Pippi Langstrump na podstawie książek Astrid Lindgren. W Polsce nadawany był na kanałach MiniMini+, TVP1, TV Puls i TV Puls 2.

## Obsada głosowa
| Postać             | Wersja kanadyjska | Wersja niemiecka    | Wersja szwedzka   |
| ------------------ | ----------------- | ------------------- | ----------------- |
| Pippi Pończoszanka | Melissa Altro     | Ilona Schulz        | Elin Larsson      |
| Tommy              | Noah Reid         | Karsten Otto        | Max Wallér        |
| Anika              | Olivia Garratt    | Marie-Luise Schramm | Jasmine Heikura   |
| pani Priselius     | Jill Frappier     | Jessy Rameik        | Wallis Grahn      |
| Grzmot Karlsson    | Len Carlson       | Tom Deininger       | Peter Carlsson    |
| Blum               | Wayne Robson      | Joachim Kaps        | Pontus Gustafsson |
| Klink              | Rick Jones        | Klaus Jepsen        | Jan Sigurd        |
| Klank              | Philip Williams   | Hasso Zorn          | Tomas Bolme       |
| kapitan Pończocha  | Benedict Campbell | Michael Chevalier   | Börje Ahlstedt    |

## Wersja polska

### Wersja TVP1, MiniMini, TV Puls, Puls 2
Wersja polska: Telewizyjne Studia Dźwięku

Reżyseria: Barbara Sołtysik

Tłumaczenie: Grzegorz Znyk

Dialogi: Dorota Dziadkiewicz-Brewińska

Dźwięk:
- Joanna Fidos (odc. 1-6),
- Jerzy Rogowiec (odc. 7-26)

Montaż:
- Jolanta Nowaczewska (odc. 1-6),
- Elżbieta Joel (odc. 7-26)

Kierownik produkcji: Krystyna Dynarowska

Teksty piosenek i opracowanie muzyczne: Jacek Bończyk

Wystąpili:
- Sara Müldner – Pippi Pończoszanka
- Katarzyna Tatarak – Tommy
- Krystyna Kozanecka – Annika
- Antonina Girycz – pani Priselius
- Zbigniew Konopka – Grzmot Karlsson
- Jacek Bończyk – Blum
- Włodzimierz Press – Klink
- Jerzy Rogowski – Klank
- Arkadiusz Jakubik – kapitan Pończocha
- Ryszard Nawrocki –
  - listonosz,
  - naukowiec (odc. 22)
- Włodzimierz Bednarski –
  - burmistrz,
  - szef policji (odc. 26)
- Hanna Kinder-Kiss –
  - Bent
  - gnębiony chłopiec (odc. 1),
  - ciotka Matylda (odc. 24)
- Ryszard Olesiński – Gustavson
- Jolanta Grusznic – Willy
- Małgorzata Sadowska – Ania
- Józef Mika – Fridolf
- Andrzej Gawroński –
  - rybak (odc. 1),
  - jubiler (odc. 6)
- Zbigniew Suszyński (odc. 3)
- Agata Gawrońska (odc. 3)
- Jolanta Wilk –
  - Ingrid,
  - tajemnicza kobieta / Biała Dama (odc. 21)
- Grzegorz Wons
- Mirosława Krajewska
- Paweł Szczesny
- Jolanta Żółkowska
- Jarosław Boberek –
  - mężczyzna w stroju świętego Mikołaja (odc. 14),
  - marionetkarz (odc. 14)
- Maria Ciesielska
- Izabella Dziarska
- Ryszard Jabłoński
- Elżbieta Gaertner
- Dariusz Odija
- Stanisław Brudny
- Adam Biedrzycki
- Jacek Jarosz
- Iwo Barycz
- Andrzej Bogusz

i inni
Wykonanie piosenki: Sara Müldner, Jacek Bończyk
Lektor: Maciej Gudowski

### Wersja TVP1
Wersja polska: Studio Publishing na zlecenie Telewizji Polskiej

Tekst: Jakub Kisiel

Czytał: Maciej Gudowski

## Spis odcinków
| N/o            | Polski tytuł                              | Angielski tytuł                             |
| -------------- | ----------------------------------------- | ------------------------------------------- |
|                |                                           |                                             |
| SERIA PIERWSZA |                                           |                                             |
|                |                                           |                                             |
| 01             | Pippi powraca do willi Śmiesznotka        | Pippi Returns to Villa Villekula            |
|                |                                           |                                             |
| 02             | Pippi nachodzą złodzieje                  | Pippi Entertains Two Burglars               |
|                |                                           |                                             |
| 03             | Pippi nie sprzedaje swojego domu          | Pippi Doesn't Sell Her House                |
|                |                                           |                                             |
| 04             | Pippi lata balonem                        | Pippi Goes Up in a Balloon                  |
|                |                                           |                                             |
| 05             | Pippi zwiedza Morza Południowe            | Pippi Goes to the South Seas                |
|                |                                           |                                             |
| 06             | Pippi spotyka złodziei pereł              | Pippi Meets Some Pearl Poachers             |
|                |                                           |                                             |
| 07             | Pippi wraca do domu                       | Pippi Goes Home                             |
|                |                                           |                                             |
| 08             | Pippi bierze udział w wielkim wyścigu     | Pippi Enters the Big Race                   |
|                |                                           |                                             |
| 09             | Pippi występuje w pokazie jeździeckim     | Pippi Enters a Horse Show                   |
|                |                                           |                                             |
| 10             | Pippi spotyka przestępcę doskonałego      | Pippi Meets a Master Criminal               |
|                |                                           |                                             |
| 11             | Pippi zostaje rozbitkiem                  | Pippi is Shipwrecked                        |
|                |                                           |                                             |
| 12             | Pippi ratuje dom Seniorów                 | Pippi Saves the Old Folks Home              |
|                |                                           |                                             |
| 13             | Pippi odwiedza wesołe misteczko           | Pippi Goes to the Fair                      |
|                |                                           |                                             |
| SERIA DRUGA    |                                           |                                             |
|                |                                           |                                             |
| 14             | Boże Narodzenie Pippi                     | Pippi's Christmas                           |
|                |                                           |                                             |
| 15             | Pippi nie chce wydorośleć                 | Pippi Doesn't Want to Grow Up               |
|                |                                           |                                             |
| 16             | Pippi nie chce iść do szkoły              | Pippi Doesn't Go to School                  |
|                |                                           |                                             |
| 17             | Pippi udaje się na północ                 | Pippi Goes Up North                         |
|                |                                           |                                             |
| 18             | Pippi ponownie ratuje wieloryby           | Pippi Saves the Whales - Again              |
|                |                                           |                                             |
| 19             | Pippi idzie do szkoły...czy na pewno?     | Pippi Doesn't Go to School...Or Does She?   |
|                |                                           |                                             |
| 20             | Pippi tresuje zwierzęta i ich właściciela | Pippi Trains Some Animals - and Their Owner |
|                |                                           |                                             |
| 21             | Pippi spotyka Białą Damę                  | Pippi Meets the White Lady                  |
|                |                                           |                                             |
| 22             | Pippi odkrywa tajemnicze ślady            | Pippi Finds a Mysterious Footprint          |
|                |                                           |                                             |
| 23             | Pippi bierze udział w wystawie kwiatów    | Pippi Enters a Flower Show                  |
|                |                                           |                                             |
| 24             | Pippi odwiedza ciotkę Matyldę             | Pippi Visits Aunt Matilda                   |
|                |                                           |                                             |
| 25             | Pippi i stolarz                           | Pippi and the Carpenter                     |
|                |                                           |                                             |
| 26             | Pippi jedzie pociągiem                    | Pippi Takes a Train Ride                    |
|                |                                           |                                             |